# Bombus ignitus
Espèce
Bombus ignitus est une espèce de bourdons.